# Neusiedl an der Zaya
Neusiedl an der Zaya je rakouská obec v severovýchodním cípu Dolního Rakouska, okres Gänserndorf, 16 km severovýchodně od Mistelbachu na řece Zaya. Má dvě části: Neusiedl an der Zaya a St. Ulrich. Nad obcí je kopec Hausberg (226 m n. m.). V roce 2014 zde žilo přes 1 200 obyvatel.

## Historie
Vedla tudy Jantarová stezka. Na kopci Hausberg v osadě St. Ulrich stával dříve hrad Neu-Lichtenwarth, který byl ve středověku nepřetržitě majetkem šlechtického rodu Liechtensteinů. V letech 1820–1822 byl kostel v St. Ulrichu zbourán a znovu vystavěn.

## Ekonomika
V Neusiedlu jsou rafinerie ropy OMV, kde se zpracovává ropa z okolních naftových polí. V roce 2012 byla zahájena výstavba dvaceti větrných elektráren s kapacitou 46 megawattů. Jde o největší větrnou farmu v Dolním Rakousku. U obce je lyžařský vlek, koupaliště a krytý bazén. Muzeum zemního oleje (Erdölmuseum) turisty seznamuje s těžbou ropy v okolí.

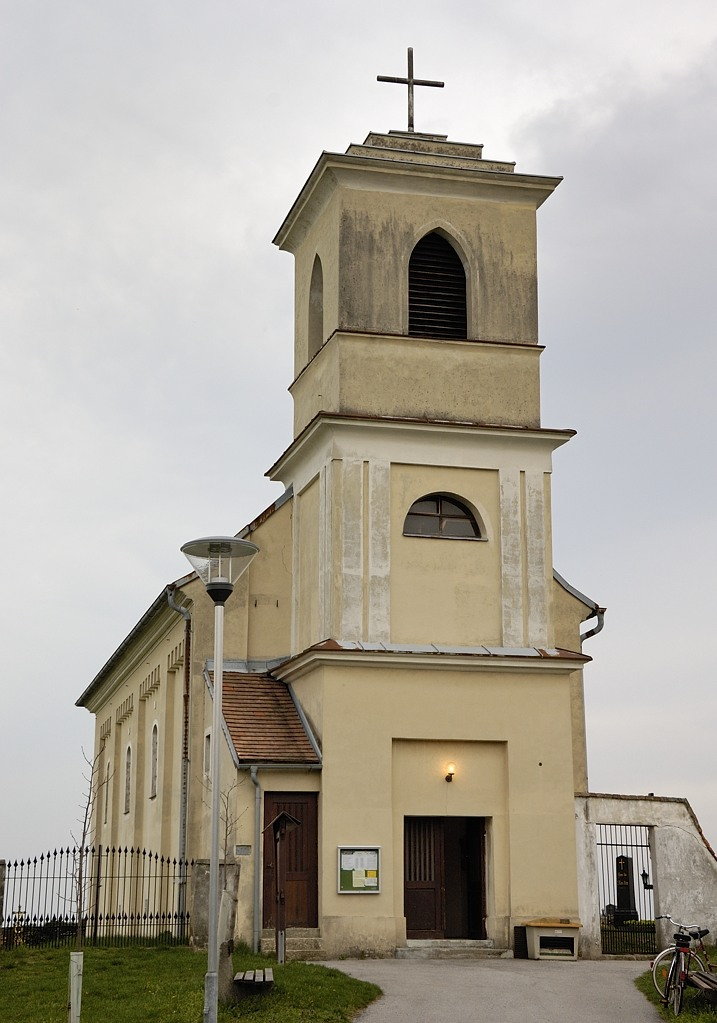
Kostel sv. Ulricha